# Brélidy
Brélidy település Franciaországban, Côtes-d’Armor megyében. Lakosainak száma 316 fő (2022. január 1.). Brélidy Bégard, Coatascorn, Landebaëron, Plouëc-du-Trieux, Runan és Saint-Laurent községekkel határos.

## Népesség
A település népességének változása:
| Lakosok száma | 357  | 336  | 325  | 309  | 303  | 298  | 297  | 295  | 291  | 316  |
|               | 1968 | 1982 | 1990 | 2006 | 2013 | 2015 | 2017 | 2019 | 2020 | 2022 |